# Grudów (Milanówek)
Grudów – dawna wieś, od 1954 część miasta Milanówek, w województwie mazowieckim, w powiecie grodziskim. Znajduje się w zachodniej części miasta, w rejonie ulicy Królewskiej.
Znajduje się tu Galeria Milanówek oraz przystanek kolejowy Milanówek Grudów.

## Historia
Od 1867 wieś w gminie Helenów w powiecie błońskim. 20 października 1933 utworzyła gromadę Grudów w granicach gminy Helenów. Od 12 marca 1948 w powiecie grodziskomazowieckim, a od 1 lipca 1952 w powiecie pruszkowskim.
W związku z reformą administracyjną państwa jesienią 1954 wieś Grudów (bez obszaru majątku S.G.G.W.) włączono do miasta Milanówka. Niewłączony w 1954 roku obszar stanowi obecną wieś Grudów.